# Aikaryu
Aikaryu foi uma banda japonesa de visual kei gothic metal formada em 2002 por Shagrath, Daiki, Uri, Teru e Kaworu. A banda sofreu um acidente de carro em 2006 que deixou a maioria dos membros seriamente ferida. Embora a maioria tenha se recuperado, o baterista Uri nunca conseguiu tocar decentemente de novo, então a banda decidiu encerrar suas atividades em 2007 para não ter de continuar sem ele.

## Membros
Última formação
- Kaworu - vocais (2002-2007)
- Teru - guitarra (2002-2007)
- Shagrath - guitarra (2005-2007)
- Daiki - baixo (2002-2007)
- Uri - bateria (2002-2007)

Ex-membros
- Takamasa - guitarra (2003-2005)
- Amare - guitarra (2002-2003)

## Discografia

### Álbuns de estúdio
- Kaizokuban ~Aye.Ai.Sir~ (2004)
- Aikaryu (2007)